# مادیکری
مادیکری (به انگلیسی: Madikeri) یک زیستگاه انسانی در هند است که در ناحیه کوداگو واقع شده‌است.

## خصوصیات
مادیکری ۳۲٬۲۸۶ نفر جمعیت دارد و ۱٬۰۶۱ متر بالاتر از سطح دریا واقع شده‌است.